# Australané

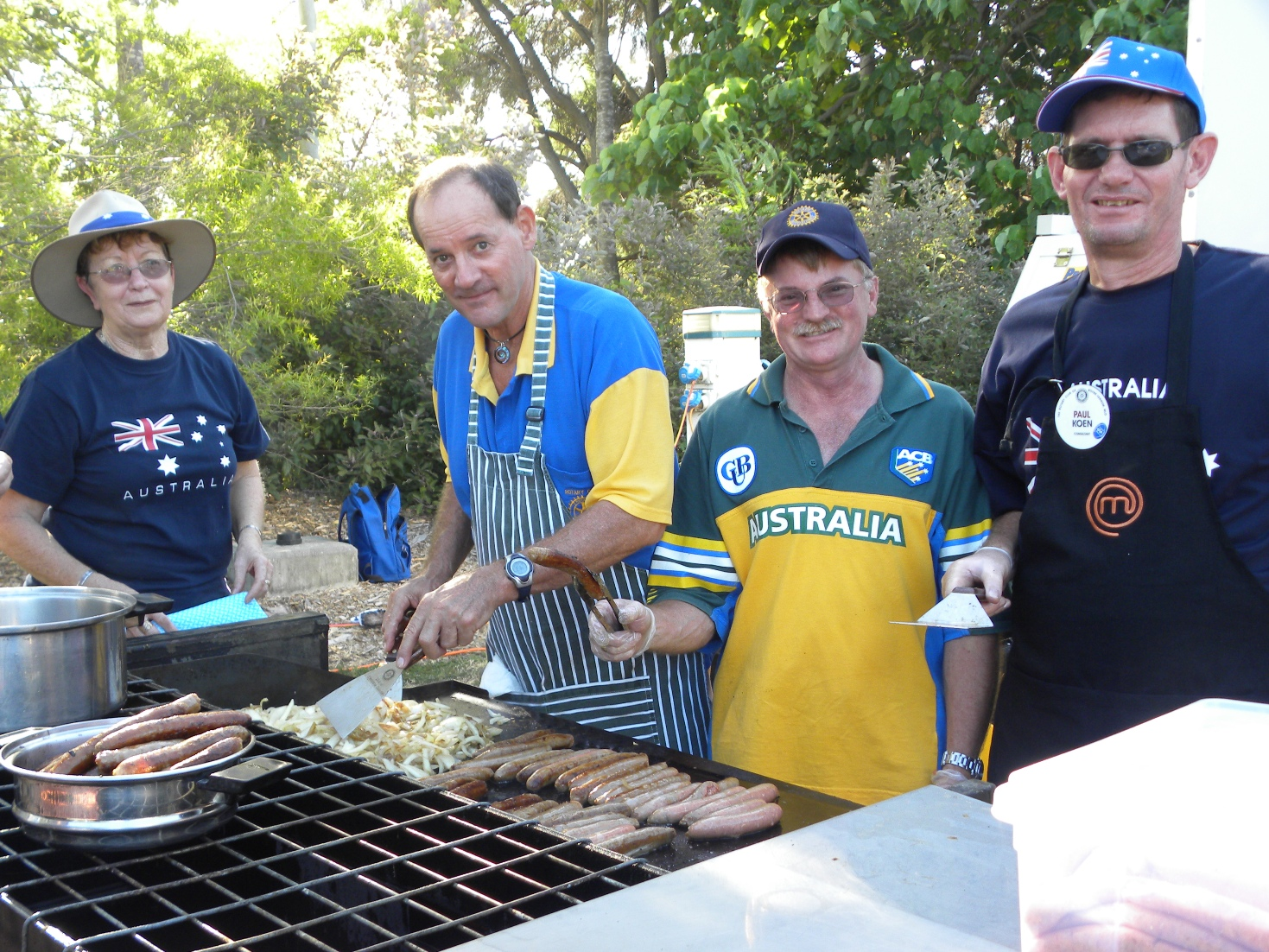
Australaní lidé

Australané jsou národ, jehož identita je spjata se státem Austrálie (Australský svaz vznikl roku 1901). Podobně jako Američané tak patří ke státním národům, které identitu neopírají o etnicitu či jazyk. Historicky byl australský národ složen převážně z britských přistěhovalců (původně trestanců), kteří osidlovali příbřežní oblasti Austrálie, a také z původních obyvatel, tzv. Austrálců. O pozici Austrálců v novodobém australském politickém národě se vedou dodnes vášnivé debaty (tzv. History wars). Jazykem drtivé většiny Australanů je angličtina, či přesněji její místní verze. Australané sami sebe často nazývají „Aussies“ (spisovná anglická verze je Australians). Kromě zhruba 23 milionů obyvatel Austrálie si australskou identitu uchovává asi 400 000 těch, kdo z Austrálie odešli do Spojeného království, což je pro Australany nejobvyklejší migrační destinace.

## Osobnosti
Nobelovu cenu za fyziku získali dva rodilí Australané William Lawrence Bragg (též občan Velké Británie) a Alexandr Michajlovič Prochorov (též občan SSSR). Také ji získal naturalizovaný Australan Brian Schmidt (narozen v USA). Nobelovu cenu za chemii získal John Cornforth (též občan Velké Británie).
Nejvíce Australané uspěli při udílení Nobelových cen za fyziologii nebo lékařství. K australským laureátům patří Elizabeth Blackburnová (též občanka USA), Barry Marshall, Robin Warren, Peter C. Doherty, John Carew Eccles, Frank Macfarlane Burnet a Howard Florey. Naturalizovaným Australanem byl Bernard Katz (narozen v Německu).
K významným představitelům australské vědy patřil i anatom a antropolog Raymond Dart, vynálezce černé skřínky David Warren, astronom James Dunlop (narozen ve Skotsku), průkopník radiové astronomie Grote Reber (narozen v USA), průkopník jaderné fúze a fyzik Mark Oliphant či matematik a nositel Fieldsovy medaile Terence Tao.
V oblasti sociálních a humanitních věd je to nositel Nobelovy ceny za ekonomii John Harsanyi. Klasikem australské filozofie je Samuel Alexander (jakkoli se prosadil hlavně v Británii). V současnosti australskou filozofii reprezentují zejména Peter Singer a David Chalmers. Významným archeologem byl Vere Gordon Childe, psychologem Elton Mayo, lingvistiku rozvinuli zejména Michael Halliday.
Nejvýznamnějším australským architektem je nositel prestižní Pritzkerovy ceny Glenn Murcutt (narozen v Anglii), malířem pak Sidney Nolan.
Od roku 2006 byl australským občanem i spisovatel a nositel Nobelovy ceny za literaturu John Maxwell Coetzee (narozen v JAR). Dalším literárním nobelistou byl Patrick White (narozen v Anglii). Významnou představitelkou feminismu byla spisovatelka Germaine Greerová. Ke klasikům australské literatury patří Pamela Lyndon Traversová, která stvořila postavu chůvy Mary Poppinsové, populární zvláště v anglosaském světě. Ke známým autorům patří i Colleen McCulloughová, Peter Carey, Richard Flanagan, nebo autor Schindlerova seznamu Thomas Keneally. V žánru sci-fi se prosadil Greg Egan.
Mnozí australští herci získali světový věhlas v Hollywodu, jako Errol Flynn, Russell Crowe, Nicole Kidmanová, Cate Blanchettová, Naomi Wattsová či Heath Ledger. Mezi jednu ze světově nejznámějších hereček patří australanka Margot Robbie, známá z filmů jako Vlk z Wall Street nebo Barbie. Série X-men celkem nedávno proslavila Hugh Jackmana, filmy jako Thor či Avengers Chrise Hemswortha, Spielbergův snímek Mnichov Erica Banu, Stroj času Guy Pearce. Australanem byl i jeden z představitelů Jamese Bonda George Lazenby. V televizním seriálu Mentalista se proslavil Simon Baker. Televize zajistila celosvětovou proslulost i „lovci krokodýlů“ Stevu Irwinovi či šiřiteli křesťanství Nicku Vujicicovi.
Z režisérů se v Hollywoodu prosadili Baz Luhrmann, George Miller či Bruce Beresford. Hlavní postavou tzv. australské nové vlny byl režisér Peter Weir. Jako tvůrce hudebních videoklipů se prosadil Russell Mulcahy.
Úspěšné jsou i australské modelky jako Miranda Kerrová nebo Elle Macphersonová.
Australané se podobně jako jiní umělci z anglofonního prostoru poměrně hodně prosazují v globální popové a rockové hudbě. Nejslavnějšími australskými kapelami jsou AC/DC (frontman Bon Scott), Bee Gees, 5 Seconds of Summer, INXS (Michael Hutchence), Dead Can Dance (Lisa Gerrard), Savage Garden (Darren Hayes), Men at Work či Midnight Oil. Ze sólových umělců Kylie Minogue, Nick Cave, Natalie Imbruglia, Sia Furler či Jason Donovan. Olivia Newton-Johnová (narozená v Anglii) se proslavila ve filmovém muzikálu Pomáda. Michael Balzary je kytaristou americké skupiny Red Hot Chili Peppers. Jako akustický kytarista proslul Tommy Emmanuel.
Význačné místo v australské hudbě má skladatel Percy Grainger. V oblasti vážné hudby si získali kredit operní pěvkyně Joan Sutherlandová a Nellie Melba.
Zakladatelem Australské federace byl Edmund Barton, první premiér země. Nesrovnatelnou pozici měl v politických dějinách Austrálie premiér Robert Menzies, který svou funkci zastával rekordních 18 let. K nejznámějším Australanům současnosti patří aktivista a zakladatel Wiki-leaks Julian Assange.
Při výzkumu Antarktidy se uplatnil cestovatel a polárník Douglas Mawson (narozen v Anglii). Nejznámějším australským obchodníkem je mediální podnikatel Rupert Murdoch. Proslaveným zločincem byl Ned Kelly.
Ve sportu mají Australané mimořádnou tenisovou tradici. Do 60. let 20. století Australané v tenise dominovali, z této éry pocházejí jména legend jako Rod Laver, John Newcombe, Evonne Goolagongová, Margaret Courtová, Ken Rosewall či Roy Emerson. V tzv. open éře, která začala na konci 60. let, výsadní postavení ztratili, přesto se řada australských tenistů prosadila, jako například světová jednička a vítěz Wimbledonu Lleyton Hewitt, světová jednička Patrick Rafter či vítěz Wimbledonu Pat Cash. Mimořádně úspěšný pár pro čtyřhru vytvořili Mark Woodforde a Todd Woodbridge.
V Austrálii má velkou tradici také automobilový sport, mj. i proto, že na sousedním Novém Zélandu vznikla slavná stáj Formule 1 McLaren, která dávala Australanům často příležitost. Jack Brabham se v závodech F1 stal trojnásobným mistrem světa. Jeden titul si připsal Alan Jones. Donedávna po okruzích kroužil i Mark Webber, který v šampionátu F1 dosáhl na třetí místo. I v závodech motocyklů měli Australané své eso: Casey Stoner je dvojnásobným mistrem světa.
Australané dlouho odmítali, podobně jako Američané, propadnout fotbalu. Ovšem na konci 20. století se to změnilo. V Evropě i na světových šampionátech uspěli Tim Cahill, Mark Schwarzer, Lucas Neill, Harry Kewell nebo Mark Viduka.
Cyklista Cadel Evans je vítěz Tour de France.
Tradičními národními sporty jsou australský fotbal, kriket a pozemní hokej. K nejslavnějším hráčům kriketu v historii patří Australan Don Bradman. Rechelle Hawkesová vybojovala s národním týmem pozemního hokeje tři olympijská zlata.
Slavná je i australská plavecká škola. Plavec Ian Thorpe má na svém kontě pět zlatých olympijských medailí. Ale na olympiádách uspěli i další plavci, čtyři zlaté mají Dawn Fraserová, Libby Trickettová a Murray Rose. Tři zlata mají ve sbírce Leisel Jonesová, Petria Thomasová, Grant Hackett, Shane Gouldová, Jodie Henryová a Stephanie Riceová.
Tradičně silní jsou Australané též v jízdě na koni, Andrew Hoy a Matthew Ryan získali v parkuru na olympijských hrách každý po třech zlatých medailích. Stejnou bilanci mají i veslaři Drew Ginn a James Tomkins. V atletice se Australanům dařilo v minulosti zvláště v bězích, k legendárním běžkyním patřily Betty Cuthbertová (4 olympijská zlata) a Shirley Stricklandová, která má nejcennější olympijské kovy tři.